# Franz Koczwara
Franz Koczwara (František Kočvara) est un altiste, contrebassiste et compositeur bohémien, né en 1740 à Prague.
Il est mort le 2 septembre 1791 dans un lupanar de Londres, après s'être asphyxié volontairement dans un but de plaisir sexuel[réf. nécessaire].
Sa seule pièce à avoir été célèbre, La Bataille de Prague, est une composition inspirée de la cette célèbre bataille, lors de laquelle l'armée prussienne a vaincu celle des Habsbourg. Cette œuvre était très populaire à la fin des XVIIIe et XIXe siècles. Mark Twain la mentionne dans Les Aventures de Huckleberry Finn et Un vagabond à l'étranger (en),  W.M. Thackeray dans « Vanity Fair » et Thomas Hardy dans « Les yeux bleus ». Une pièce similaire, The Siege of Quebec, souvent attribuée à Kotzwara, est probablement un arrangement par William de Krift utilisant divers matériaux de Kotzwara.

## Œuvres
- 6 Songs (publiés en 1775 à Londres)
- 3 Sérénades pour violon, alto, violoncelle et 2 cors, Op. 1 (publiées vers 1775, Amsterdam)
- 4 Sonates pour alto avec basse continue, Op. 2 (publiées par Boivin, Paris, 1787 ?)
- 6 Sonates en trio (publiées en 1777 ? à Londres) :
  - Sonate I en mi bémol majeur pour 2 violons avec basse continue
  - Sonate II en sol mineur pour flûte et violon (ou 2 violons) avec basse continue
  - Sonate III en ré majeur pour flûte et violon (ou 2 violons) avec basse continue
  - Sonate IV en do majeur pour flûte et violon (ou 2 violons) avec basse continue
  - Sonate V en fa majeur pour 2 violons avec basse continue
  - Sonate VI en do majeur pour 2 altos avec basse continue
- 6 sonates en trio pour 2 violons avec basse continue (2 cors ad libitum), Op. 5 (publiées en 1778)
- The Battle of Prague, Sonate en fa majeur pour pianoforte avec accompagnement de violon, violoncelle et tambour, Op. 23 (publiées par J. Lee vers 1788)
- 3 Sonates pour clavecin ou pianoforte avec accompagnement de violon, Op. 34 (publiées vers 1791).